# Сульфонол
Сульфонол (рос. сульфонолы; англ. sulphonols; нім. Sulphonole m pl) — аніоноактивні поверхнево-активні речовини із групи алкілбензолсульфонату натрію, суміші натрієвих солей алкілбензолсульфокислот з алкільним залишком, які використовуються в технологіях діяння на привибійну зону нафтового пласта (компоненти у складах для видалення асфальтено-смоло-парафінових відкладів; інгібітори кислотної і сірководневої корозії; стимулятор утворення міцелярного розчину) і на пласт (додаток до води при заводненні для придушення росту сульфатвідновлювальних бактерій). Випускають під назвами сульфонол-Б, сульфонол НП-1, сульфонол НП-3, сульфонол НП-36, АС-2, АНПО, Карпатол. Товарний С. — пластини або гранули жовтого — світло-коричневого кольору. Добре розчиняється у дистильованій воді; у жорсткій воді випадає осад; за наявності в розчині хлористого натрію, солей алюмінію і барію водні розчини мутніють. Нетоксичний, стабільний.